# Parapercis hexophtalma
Parapercis hexophtalma, comúnmente conocido como arenal moteado, es una especie de pez óseo marino de la familia Pinguipedidae, que se encuentra en el océano Indo-Pacífico occidental. Fue descrito por primera vez por el naturalista francés Georges Cuvier en 1829. Hay varios sinónimos, algunos de los cuales representan errores ortográficos del nombre original, y otros que se les dieron a las hembras, que en ese momento se pensaba que eran una especie distinta.

## Descripción
El arenal moteado crece hasta una longitud de alrededor de 28 cm. El extremo anterior (frontal) del cuerpo es cilíndrico y el extremo posterior algo aplanado. Los ojos están bastante juntos en la parte superior de la cabeza y el pez descansa en el fondo del mar, apoyándose en sus aletas pélvicas muy separadas. La aleta dorsal tiene cinco espinas y 21 o 22 radios suaves, y la aleta anal tiene una sola espina y 17 o 18 radios suaves.
La superficie dorsal del pez es verdosa moteada de marrón oscuro, los flancos son de color gris pálido y las partes inferiores son blancas. Hay una fila lateral de grandes manchas blancas, cada una con una o más pequeñas manchas negras en el medio. En las partes inferiores hay más manchas negras, en su mayoría bordeadas de amarillo. Las hembras tienen manchas marrones en la cabeza y los machos tienen marcas diagonales de color marrón amarillento en las mejillas. La aleta dorsal tiene una mancha negra en la base de las espinas y la aleta caudal, que es redondeada o tiene una extensión corta desde el lóbulo superior, tiene una mancha negra más grande. Hay varias filas de pequeños puntos negros en los radios blandos de la aleta dorsal y una fila en la aleta anal.

## Distribución
Parapercis hexophtalma se encuentra en aguas poco profundas en la costa este de África hasta el sur de Natal, el mar Rojo y el Indo-Pacífico occidental. Su área de distribución se extiende tan al este como Sumatra, e incluye las Maldivas, las Laquedivas y Sri Lanka. La ubicación tipo es el mar Rojo. Aunque originalmente se pensó que su área de distribución se extendía tan al Este como Fiyi, en 2007 se reconocieron tres nuevas especies de Parapercis en función de la cantidad de radios de sus aletas, su coloración y marcas, y la ubicación y la cantidad de manchas en sus aletas anales; Parapercis pacifica se encuentra desde el sur de Japón hasta el mar de Timor, Parapercis queenslandica desde el norte de Australia y Parapercis xanthogramma desde Fiyi, Tonga y Samoa Occidental. El arenal moteado generalmente se encuentra en sustratos arenosos o de escombros en áreas protegidas por arrecifes.

## Biología
El arenal moteado es un depredador y se alimenta de pequeños crustáceos y otros invertebrados, así como también de pequeños peces.
Varios miembros de la familia Pinguipedidae son hermafroditas protóginos, comenzando su vida adulta como hembras y cambiando de sexo a machos más tarde, y este es el caso del arenal moteado. Los peces no solo cambian de sexo, sino que también cambian sus marcas al mismo tiempo. La inversión sexual se produce cuando tiene una longitud de unos 18 cm. Los peces machos son territoriales y defienden un harén de hembras. Los huevos son planctónicos y el desarrollo larvario tiene lugar durante uno o dos meses.

## Galería de imágenes

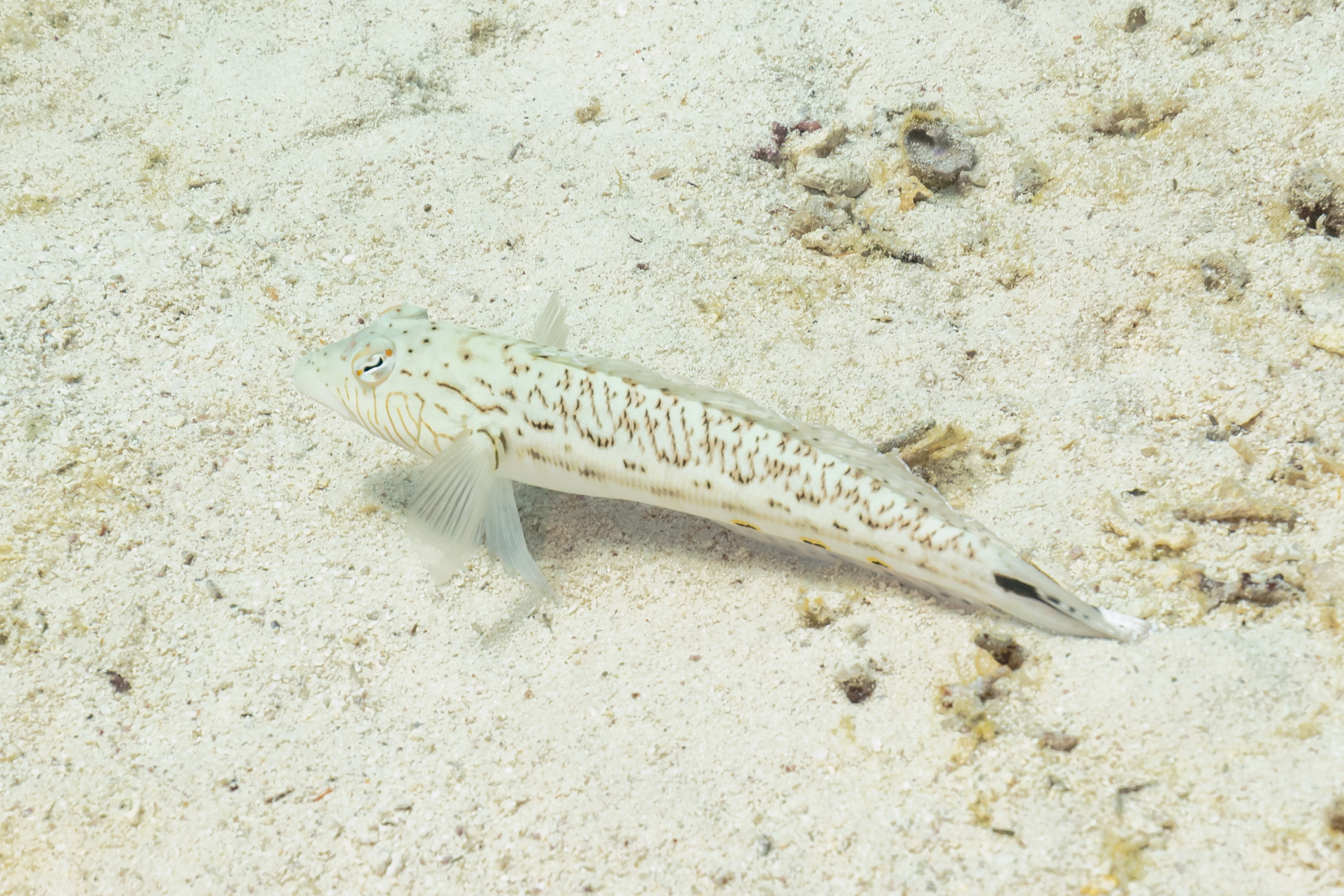
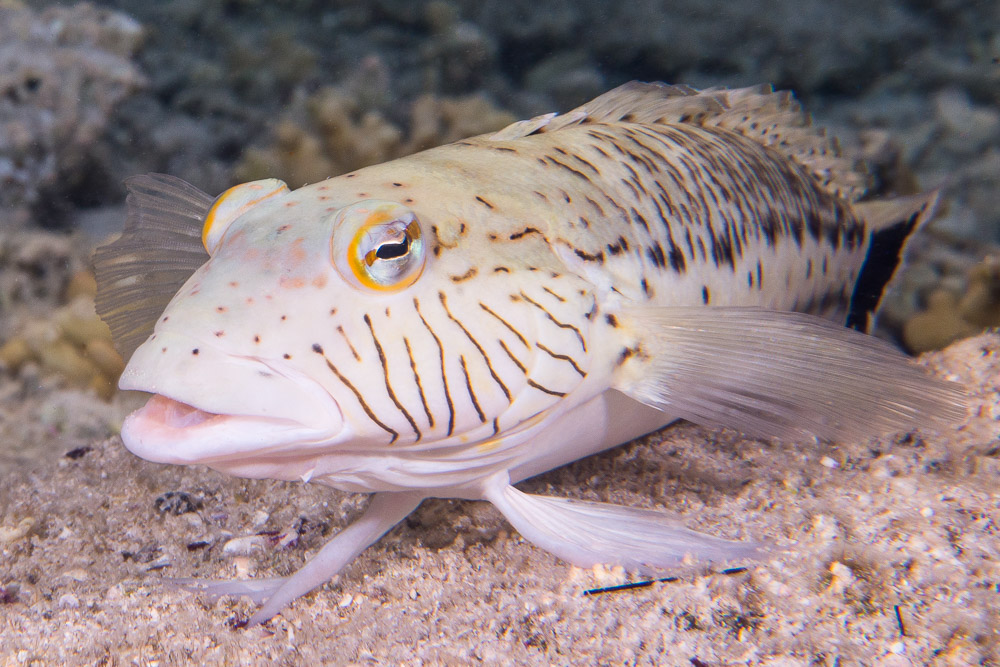
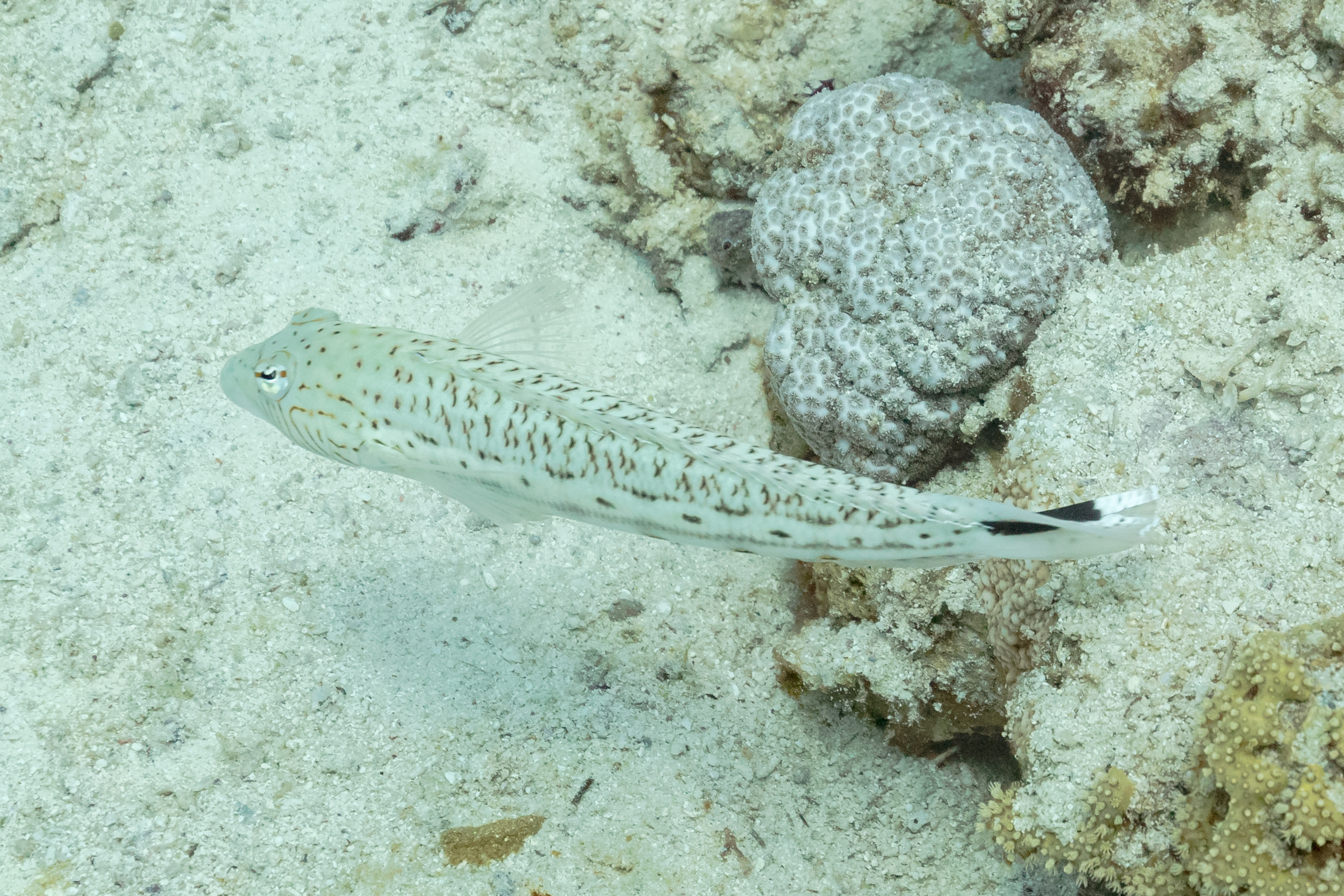
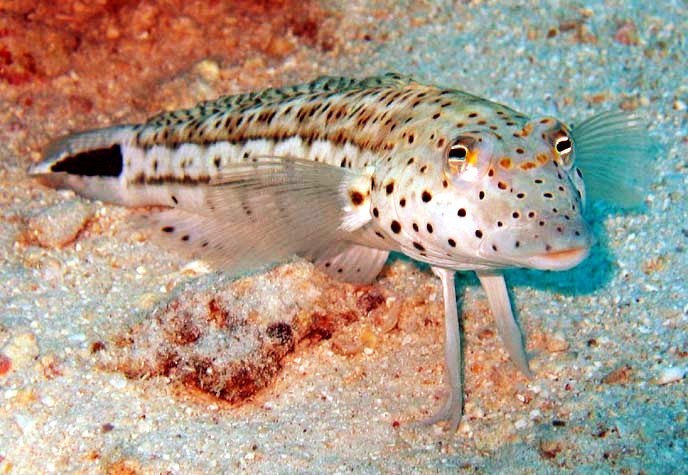
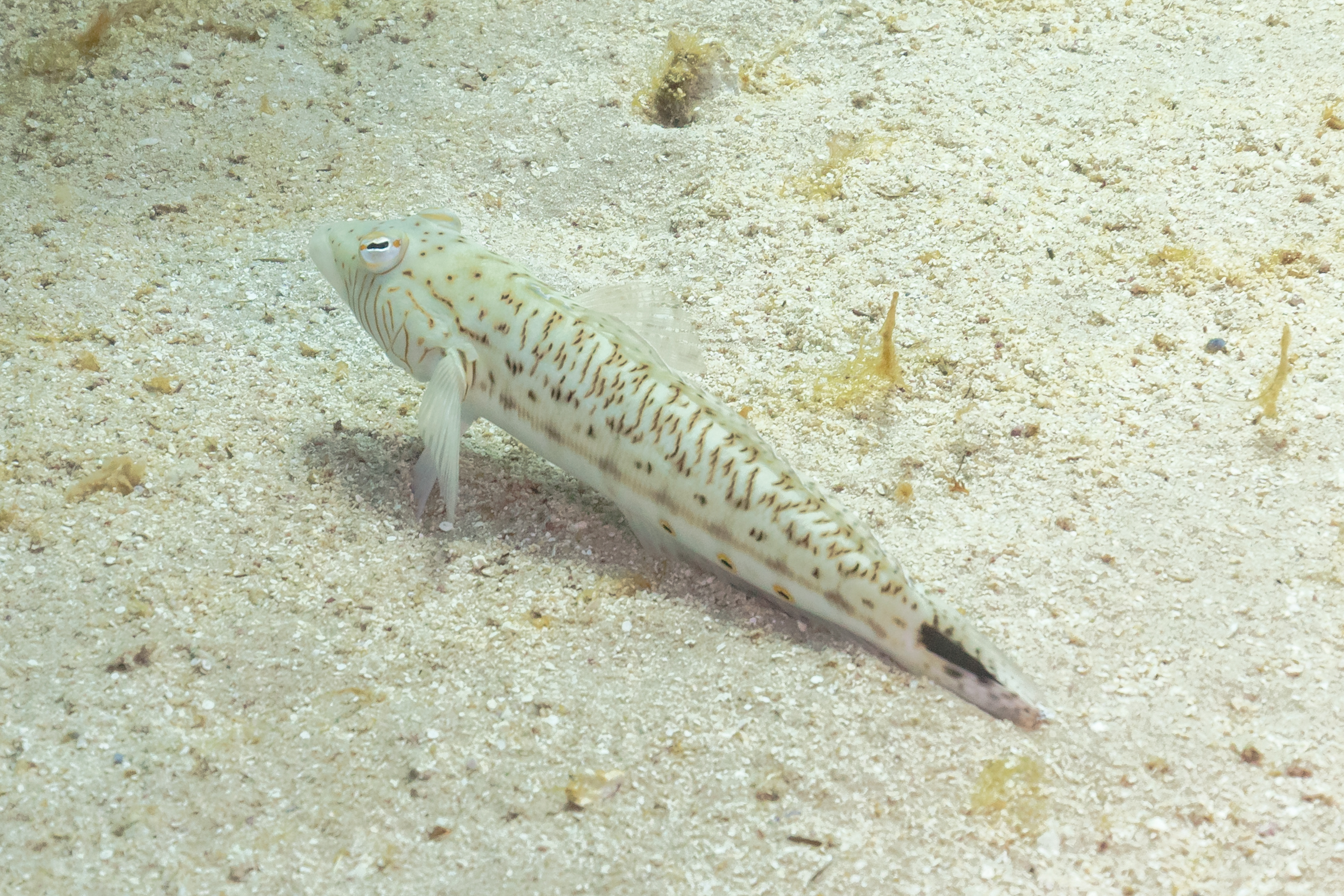
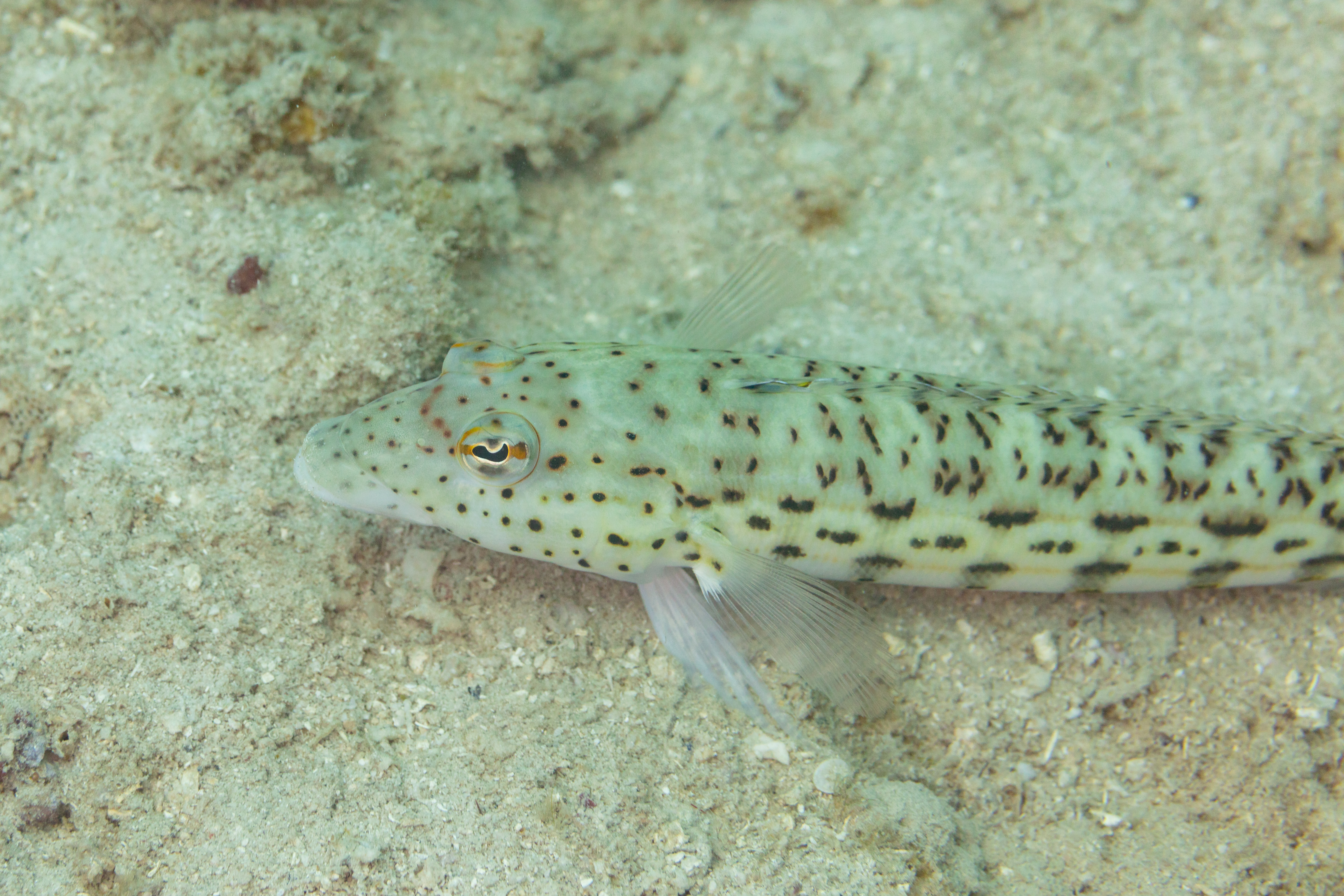